# Jiřina Švorcová
Jiřina Švorcová (Kociánovice, ma Hradec Králové, 1928. május 25. – Prága, 2011. augusztus 8.) cseh színésznő, és kommunista politikus. A nemzet művésze. Filmes ismertségét az 1977-ben bemutatott Nők a pult mögött című csehszlovák filmsorozat hozta meg számára, ahol a főszereplő, Anna Holubová karakterét játszotta.

## Élete
Diplomáját Prágában szerezte, majd tagja lett a Vinohrady Színháznak. A színésznő sikeres színészi karrierjét és népszerűségét jelentősen befolyásolta, hogy 1969 után részt vett a Fiatal Lenin Unió létrehozásában.
1976-ban megválasztották a Központi Bizottság elnökévé az újonnan létrehozott Unióban, és ennek tagja is maradt egészen 1990-ig. Más művészi szakszervezetekkel ellentétben az ő vezetésével az SČDU szakmai szervezetben nem találtak az illetékesek negatív dolgokat, így nem számolták fel. Jiřina mind a színházban, mind a filmes világban jelentős fejlődést ért el, többek között a híres Nők a pult mögött című filmsorozatból ismerjük Anna Holubová megtestesítőjeként.
Munkájáért díjakat kapott 1978-ban, majd 1984-ben a nemzet művésze kitüntetést kapta meg, bár továbbra is lelkes kommunista maradt. A folyamatos színházi és filmes elkötelezettségek mellett továbbra is kommunista eszmék, kampányok és rendezvények állandó résztvevője, szervezője volt, mint a KSČM kommunista költészet narrátora. 1996-ban a kommunista párt sikertelenül szerepelt, majd 2011-ben a TV Barrandow díját kapta meg.
2011. augusztus 8-án Prágában hunyt el egy súlyos betegségben.

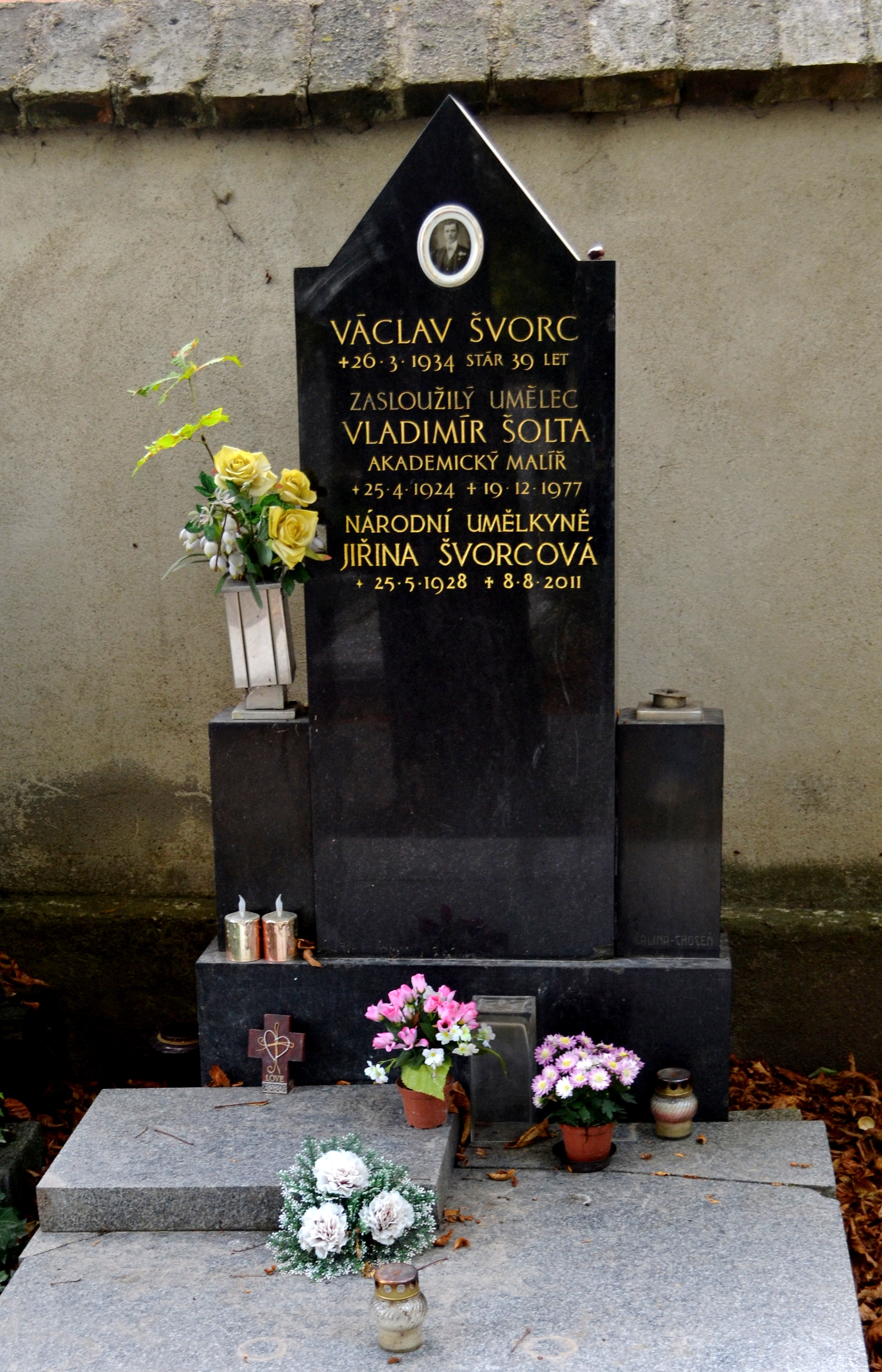
Jiřina Švorcová sírja Prágában

## Díjak, elismerések
- 1978 Rend díj
- 1984 A nemzet művésze

## Könyvei
- Pénztelenség (Jiřina Švorcová, 2001)
- Szemtől szemben (interjú, Miroslav Graclík, 2010)
- Személy szerint - vallomások a nők a pult mögöttről (Miroslav Graclík, 2010)

## Kapcsolódó szócikk
- Nők a pult mögött